# Anamari Velenšek
Anamari Velenšek (Celje, 1991. május 15. –) olimpiai bronz-, világ- és Európa-bajnoki ezüstérmes szlovén cselgáncsozó.

## Pályafutása
1991. május 15-én született Celjében. Félnehézsúlyban versenyzik. Két olimpián vett részt. A 2012-es londoni olimpián a 17. helyen végzett. A 2016-os Rio de Janeiro-i játékokon bronzérmes lett. A világbajnokságokon egy-egy ezüst- és bronzérmet szerzett. Az Európa-bajnokságokon egy- ezüst, és két bronzérmet nyert.

## Sikerei, díjai
- Olimpiai játékok – 78 kg
  - bronzérmes: 2016, Rio de Janeiro
- Világbajnokság – 78 kg
  - ezüstérmes: 2015
  - bronzérmes: 2014
- Európa-bajnokság – 78 kg
  - ezüstérmes: 2013
  - bronzérmes (2): 2011, 2012
- Európa-játékok – 78 kg
  - bronzérmes: 2015